# پلگزیت

موقعیت جغرافیایی لهستان در اتحادیه اروپا

پلگزیت (به لهستانی: Poexit) بنا بر گفتگوی نمایندهٔ پارلمان، و (انگلیسی: Polexit)، در پیشنهاد خروج لهستان از اتحادیه اروپا است. لهستان کشوری است که در سال ۲۰۰۴ به اتحادیهٔ اروپا پیوست. اصطلاح پلگزیت نوواژه‌ای برگرفته از لفظ برگزیت است؛ اصطلاحی که به خروج بریتانیا از اتحادیهٔ اروپا اشاره دارد.

## پیشینه
در مدت کوتاهی پس از برگزیت، رسانه‌های بین‌المللی دربارهٔ موضوع پلگزیت گمانه‌زنی‌هایی را آغاز کرده‌اند.
در سال ۲۰۱۹، دادگاه عالی لهستان هشدار داد که اصلاحات قضایی می‌تواند منجر به خروج از اتحادیهٔ اروپا شود. در اکتبر ۲۰۲۱، یک دادگاه قانون اساسی لهستان تصمیم گرفت که برخی از قوانین حقوق اتحادیه اروپا با قانون اساسی آن کشور ناسازگار است، در حالی که اصل تقدم قوانین اتحادیه بر قوانین ملی٬از اصول اصلی عضویت است.
در ۲۲ نوامبر ۲۰۲۰، حزب طرفدار قانون و عدالت) (Do Rzeczy)، روزنامهٔ هفتگی راست‌گرای افراطی لهستان، مقاله‌ای در صفحهٔ اول به نام «Polexit: ما حق داریم در مورد آن صحبت کنیم» منتشر کرد.
حزب کنفدراسیون آزادی و استقلال راست افراطی لهستان در چندین مورد خواستار خروج از اتحادیهٔ اروپا شده‌است.